# 아니타 카프리올리
아니타 카프리올리(Anita Caprioli, 1973년 12월 11일 ~ )는 이탈리아의 배우이다.

## 출연 작품
- 돈 킬 미 (2021)
- 포식자들 (2020)
- 라 프리마 네베 (2013)
- 이마투리 - 일 비아조 (2012)
- 이마투리 (2011)
- 천상의 육체 (2011)
- 굿모닝, 아만 (2009)
- 위 캔 두 댓! (2008)
- 그것에 대해 생각하지 마 (2007)
- 매뉴얼 오브 러브 (2005)
- 산타 마라도나 (2001)
- 티스 (2000)
- 스무 개비 (1999)